# Guido II de Châtillon

Brasão com as Armas da Casa de Châtillon

Guido II de Châtillon (1140 - 1170) foi Senhor de Châtillon

## Relações familiares
Foi filho de Gaucher II de Châtillon e de Adelaide de Roucy, filha de Hugo I de Roucy. Casou com Alix de Dreux (1144 - 1209) filha de Roberto I de Dreux, conde de Dreux e de Harvisa de Evreux, de quem teve:
1. Gaucher III de Châtillon (1166 - Outubro de 1219) casou com Elisabete de Saint-Pol, condessa de Saint-Pol, filha de Hugo IV de Saint Pol (1179 -?), conde de Saint-Pol-sur-Ternoise e de Iolanda de Hainaut (c. 1179 - 1205).
2. Alícia de Châtillon, Senhora de Clichy la Garenne casada com Guilherme de Garlande.
3. Maria de Châtillon casada com Reinaldo de Dammartín (1165 - 1227).